# Петухов, Алексей Сафронович
Алексей Сафронович Петухо́в (1919—1955) — старший сержант Советской Армии, участник Великой Отечественной войны, Герой Советского Союза (1944).

## Биография
Родился в 1919 году в деревне Ивановка.
После окончания начальной школы работал в колхозе «Заря свободы».
В 1939 году переехал в Омск. В том же году он был призван на службу в Рабоче-крестьянскую Красную Армию.
С первых дней Великой Отечественной войны — на фронте.
К июлю 1943 года младший сержант Алексей Петухов командовал отделением роты противотанковых ружей 298-го стрелкового полка 186-й стрелковой дивизии 3-й армии Брянского фронта. Отличился во время Курской битвы. Во главе группы из двенадцати бойцов Петухов отразил большое количество немецких контратак, уничтожив 6 вражеских танков (2 из них уничтожил лично Петухов).
Указом Президиума Верховного Совета СССР от 4 июня 1944 года младший сержант Алексей Петухов был удостоен высокого звания Героя Советского Союза.
В 1946 году Петухов был демобилизован.
Проживал и работал в Омске. В 1952—1954 годах служил в общевойсковом училище им. М. В. Фрунзе.
Скоропостижно скончался 23 апреля 1955 года. Похоронен на Старо-восточном кладбище.

## Награды
- медаль «Золотая Звезда»[1]
- орден Ленина[1]
- медали[1].

## Память
- улица Алексея Петухова в Советском районе города Омска (постановление Омского городского совета № 207 от 5 мая 1965 года)[1].